# Robert Goodwill
Robert Goodwill (n. 31 decembrie 1956) este un om politic britanic, membru al Parlamentului European în perioada 1999-2004 din partea Regatului Unit.
1. ↑  Companies House, accesat în 7 aprilie 2022
2. ↑   https://candidates.democracyclub.org.uk/results/csv/parl.2019-12-12/ Lipsește sau este vid: |title= (ajutor)
3. ↑  pace.coe.int
4. 1 2 3 4  TheyWorkForYou
5. ↑  Deputații în Parlamentul European